# Монсу Дезідеріо
Монсу Дезідеріо (італ. Monsù Desiderio) — спільний псевдонім щонайменше трьох художників-іноземців доби маньєризму і раннього бароко, що працювали у місті Неаполь.

## Історія вивчення
Частково відновити канву життя художників дозволили записи історіографа неаполітанських митців Бернардо де Домінічі (1683—1759). Але Домінічі збирав свідоцтва про художників у першій половині XVIII ст., тобто майже через 100 років по смерті Монсу Дезідеріо, що вплинуло на неповноту свідоцтв. Декотрий час вважали, що Монсу Дезідеріо — фантазія історіографа заради слави неаполітанської художньої школи. Тому свідоцтвом Бернардо де Домінічі нехтували.
Початком наукового вивчення творчості художників Монсу Дезідеріо були п'ять картин зі збірки графа Гарраша (Гарраха ?) в місті Відень. Граф відвідав Неаполь, де і придбав у 1730-х роках п'ять картин з запаморочливими руїнами і фантазійними спорудами.
Дивацький псевдонім Монсу Дезідеріо виник від викривленого італійського «мьсє Дідьє». Обидва художники були за походженням з міста Мец.
Представниками пізнього маньєризму і раннього бароко з тодішнього герцогства Лотарингія були художники французького походження Франсуа де Номе (François de Nomé 1592 — після 1644) та Дідьє Барра (Didier Barra бл. 1590 — після 1647). Вони оселились у Неаполі і спільно працювали над створенням фантазійних міських пейзажів. Був ще третій художник (помічник ?) у їх майстерні, ім'я котрого загубилось. Вони увійшли у історію мистецтв під спільним і пізнім псевдонімом Монсу Дезідеріо.
На знайомство із творами представників італійського маньєризму вказівками є зображення людей в картинах з великої відстані — малих, наче комахи. Цим засобом також користувався славнозвісний Ель Греко, котрий пройшов стажування у Венеції. З творами маньєристів їх твори поріднюють також пригнічені, тривожні, іноді страхітливі настрої.
Стафаж у творах Монсу Дезідеріо має або релігійний, або фантазійний характер. Є відомості, що художники залучали до відтворення деталей чи стафажу сторонніх митців, серед котрих були Велісаріо Коренцио (Belisario Corenzio бл. 1558—1643), Якоб ван Сваненбург (Jacob van Swanenburgh 1571—1638) та інші.
Розшуки дозволили дещо розмежувати і самих художників. Так, у Неаполі в Музеї Сан Мартіно знайдена картина Дідьє Барра «Панорамний краєвид Неаполя» з датуванням 1647 роком та підписом художника.

## Впливи творчості
Їх твори вплинули на деякі композиції Сальватора Рози та Мікеланджело Черквоцці (Cerquozzi 1602—1660) у XVII столітті, а у XX ст. сприяли розкутості композицій західноєвропейських сюрреалістів (Каюа, Андре Бретон).

## Вибрані твори

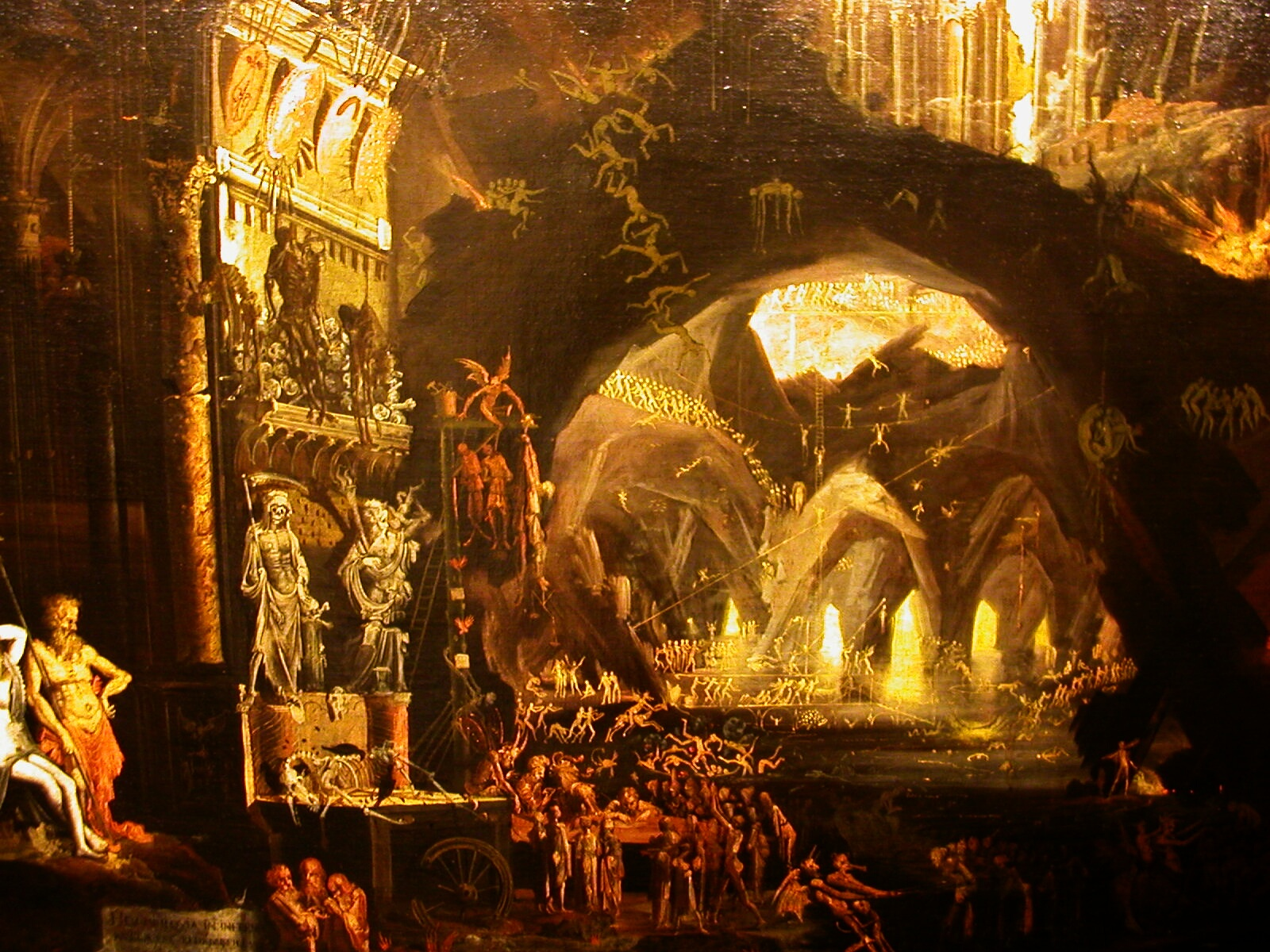
Монсу Дезідеріо. « Ад», 1622 р., Музей красних мистецтв, Безансон, Франція

- «Руйнація Атлантиди», фантазійний міський пейзаж
- «Краєвид Венеції з бібліотекою Марчіана і собором Св. Марка»
- «Фантастичні руїни з блаженним Августином»
- «Фантастична сцена руйнації палацової споруди», Кембридж, Велика Британія
- «Покинуте місто», Рим
- «Архітектурний пейзаж», Ермітаж, Санкт-Петербург
- «Фантазійне місто-порт», Ермітаж, Санкт-Петербург[4]
- Пекло Монсу Дезідеріо
- «Панорамний краєвид Неаполя», 1647 р,, Національний музей Сан Мартіно, Неаполь

## Галерея

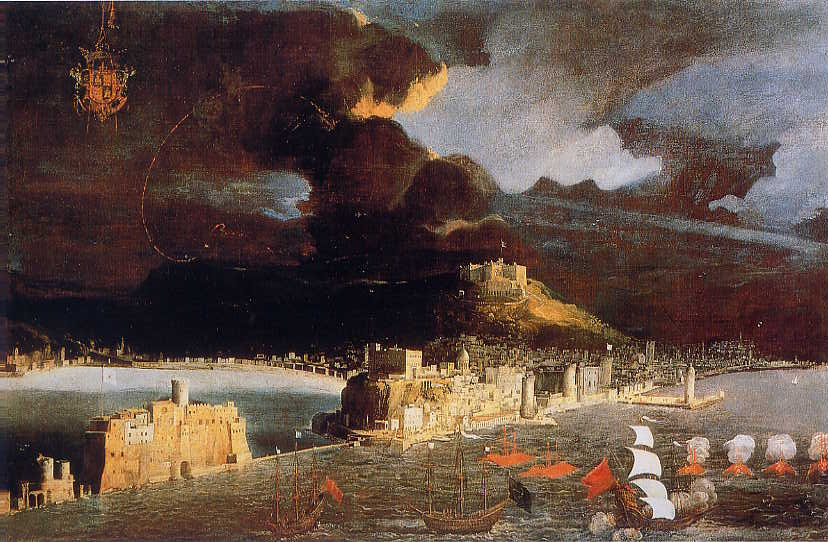
Дідьє Барра, «Панорамний краєвид Неаполя з моря», 1647 р., музей Сан Мартіно, Неаполь.
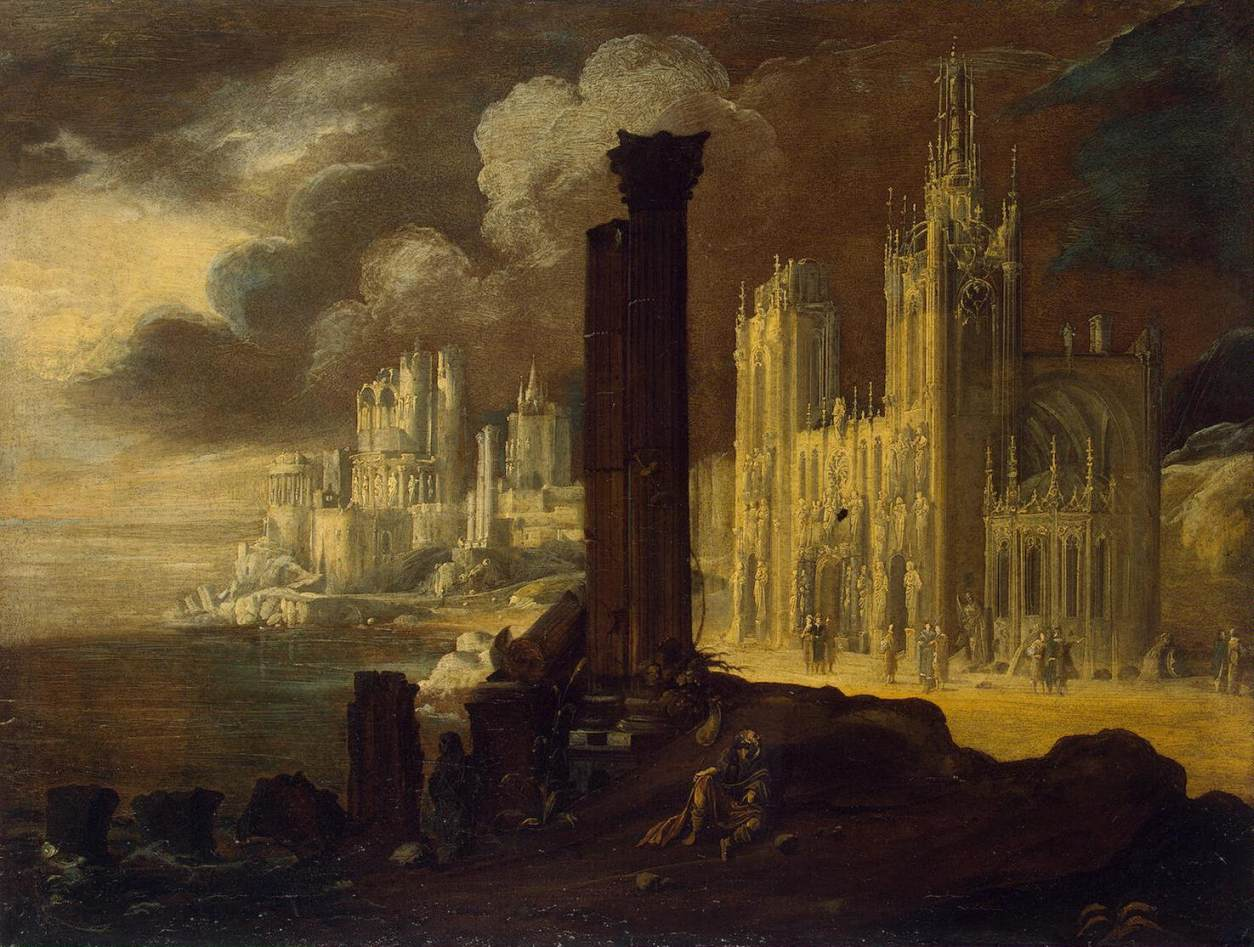
«Архітектурний пейзаж», Ермітаж
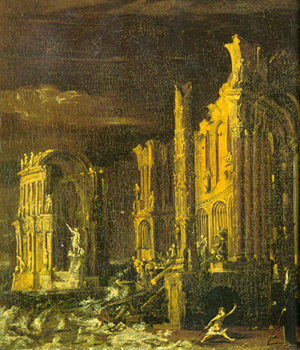
«Руйнація Атлантиди», фантазійний міський пейзаж
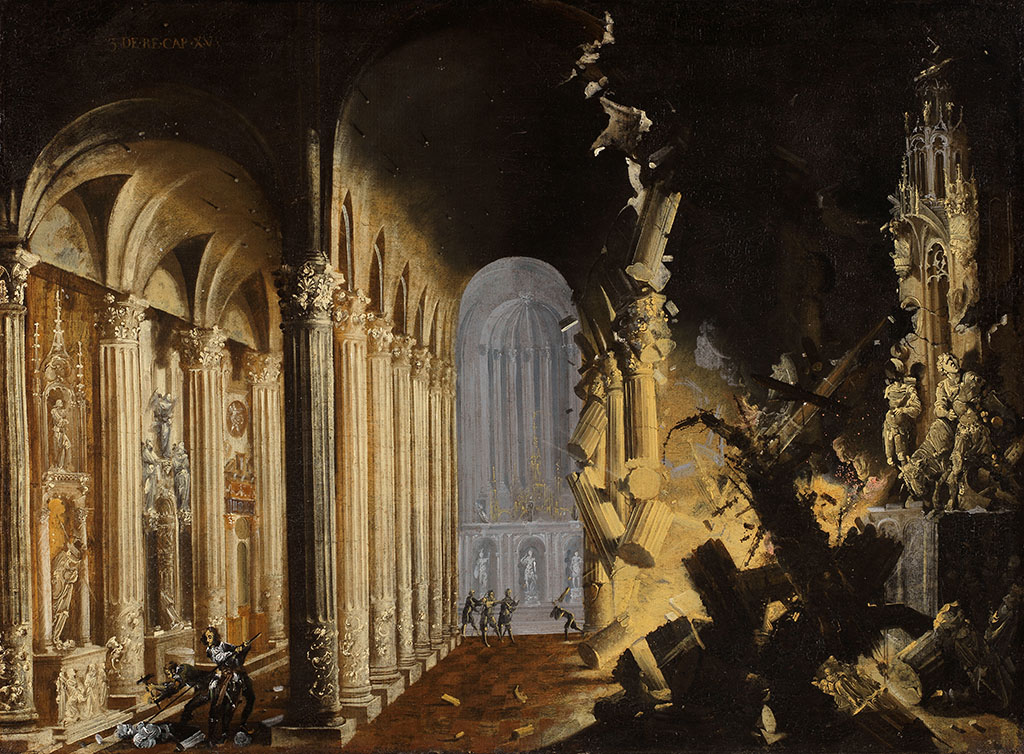
«Цар Аса руйнує храм з ідолами», 1-ша половина 17 ст. Музей Фіцвільяма, Кембридж, Велика Британія